# Logodnicele văduve
Logodnicele văduve (titlul original: în maghiară Özvegy menyasszonyok)  este un film de comedie maghiar, realizat în 1964 de regizorul Viktor Gertler, după romanul omonim al scriitoarei Ágnes Fedor, protagoniști fiind actorii Sándor Pécsi, János Rajz, Dezsö Garas, Erzsi Pásztor.

## Conținut
Taximetristul care a fost doborât dispare fără urmă. Maiorul de poliție Kovács, investigând cazul, găsește ceva ciudat. Șase femei se prezintă la poliție: fiecare pretinde că este logodnica lui Kormos, șoferul de taxi. În scurt timp, victima însuși îi cere lui Kovács să-l aresteze pentru că fuge de tatăl turbat al celei de-a șaptea mireasă a sa...

## Distribuție
- Sándor Pécsi – Kovács Péter, maior de miliție
- János Rajz – Kalocsai Pál
- Dezsö Garas – Kormos József, logodnicul comun al văduvelor
- Mária Mezei – Marianne, logodnică văduvă
- Erzsi Pásztor – Etelka, logodnică văduvă
- Itala Békés – Krisztina, logodnică văduvă
- Irén Sütö – Éva Gajdán, ghid turistic, logodnică văduvă
- Ilus Vay – Jusztínia, soră medicală, logodnică văduvă
- Erzsi Máthé – Zsuzsa, artistă, logodnică văduvă
- Kati Böröndi – dna. Sávoly, logodnică văduvă
- Éva Vadnai – Tolmács
- Erzsi Galambos – Annie, secretară la miliție
- Zsuzsa Balogh – Kati, fiica lui Kovács
- Sándor Szakács – Hadai, locotenent-major de miliție
- Edit Soós – Ica
- Vera Szemere – dna. Kovács, mama lui Kati
- Zsuzsa Gordon – Klári,
- Ildikó Sólyom – Julcsika, cafegioaică la bar
- László Bánhidi – Gál, tatăl lui Ica
- Mária Keresztessy – mama lui Ica
- Juci Komlós – șefa lui Éva